# Gaetano Bonicelli

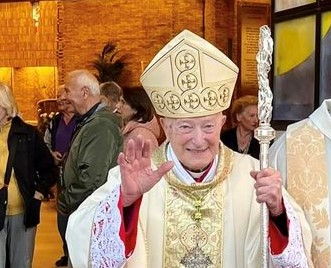
Gaetano Bonicelli (2023)

Erzbischofswappen von Gaetano Bonicelli

Gaetano Bonicelli (* 13. Dezember 1924 in Vilminore di Scalve, Provinz Bergamo, Italien) ist emeritierter Erzbischof von Siena-Colle di Val d’Elsa-Montalcino.

## Leben
Gaetano Bonicelli empfing am 22. Mai 1948 die Priesterweihe und wurde in den Klerus des Bistums Bergamo inkardiniert. Nach Missionstätigkeiten in Belgien wurde er 1965 Direktor des italienischen Werks für Auswanderung und Tourismus. 1973 stieg Bonicelli zum stellvertretenden Sekretär der Italienischen Bischofskonferenz auf.
Papst Paul VI. ernannte ihn am 10. Juli 1975 zum Titularbischof von Musti und zum Weihbischof in Albano. Der Erzbischof von Bologna, Antonio Kardinal Poma, spendete ihm am 26. August desselben Jahres die Bischofsweihe; Mitkonsekratoren waren Clemente Gaddi, Bischof von Bergamo mit dem persönlichen Titel eines Erzbischofs, und Enrico Bartoletti, Erzbischof von Lucca. Am 11. Juni 1977 wurde er zum Bischof von Albano ernannt.
Am 28. Oktober 1981 ernannte ihn Papst Johannes Paul II. zum Titularerzbischof von Italica und zum Erzbischof des Italienischen Militärordinariates und am 14. November 1989 zum Erzbischof von Siena-Colle di Val d’Elsa-Montalcino, mit diesem Bischofsamt war er Präsident der Internationalen Vereinigung der Katharinaten. Am 23. Mai 2001 nahm Johannes Paul II. sein altersbedingtes Rücktrittsgesuch an. Gaetano Bonicelli lebt seitdem in einem Pilgerhaus in Stezzano bei Bergamo.